# زقين قلبي السبلات
زقين قلبي السبلات (الاسم العلمي:Diascia cardiosepala) هو نوع من النباتات يتبع جنس الزقين من الفصيلة الغدبية.